# Tivoli World
Tivoli World était un parc d'attractions situé à Benalmádena (Province de Malaga) dans le Sud de l'Espagne.

## Histoire
Tivoli World est inauguré le 20 mai 1972 par le danois Ben Olsen qui a repris le nom de l'emblématique parc d'attractions de Copenhague Tivoli Gardens. Il a eu le soutien du maire de Benalmádena, Enrique Bolín, et a été une grande innovation dans les équipements de loisirs sur la Costa del Sol,.
En 2004, le parc est acheté par l'homme d'affaires Rafael Gómez Sánchez, puis par le groupe immobilier Tremón en 2007.
En 2012, il célèbre son 40e anniversaire, représentant plus de 30 millions de visiteurs.
En 2013, un accident se produit sur la grande roue du parc. Une nacelle vide se détache, mais ne provoque aucune victime.
En 2016, les freins de la tour de chute lâchent brutalement blessant 16 personnes dont 4 sont hospitalisées.
En 2020, il est mis en faillite, avec des dettes envers la sécurité sociale et l'administration fiscale de plus de 8 millions d'euros.
Il a fermé en 2021, en raison de problèmes supplémentaires de la crise économique dérivée de la pandémie de Covid-19.

## Galerie

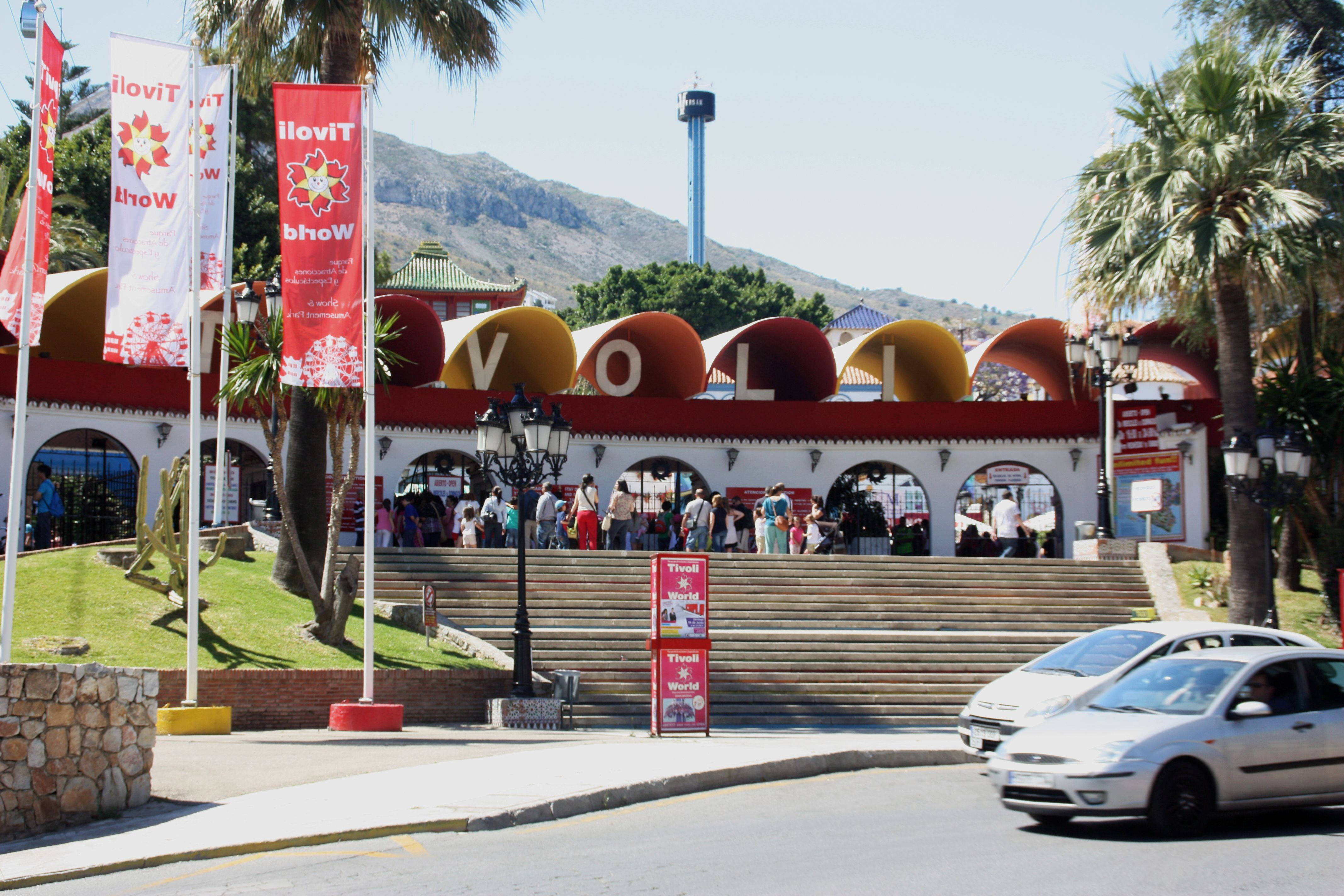
Entrée du parc
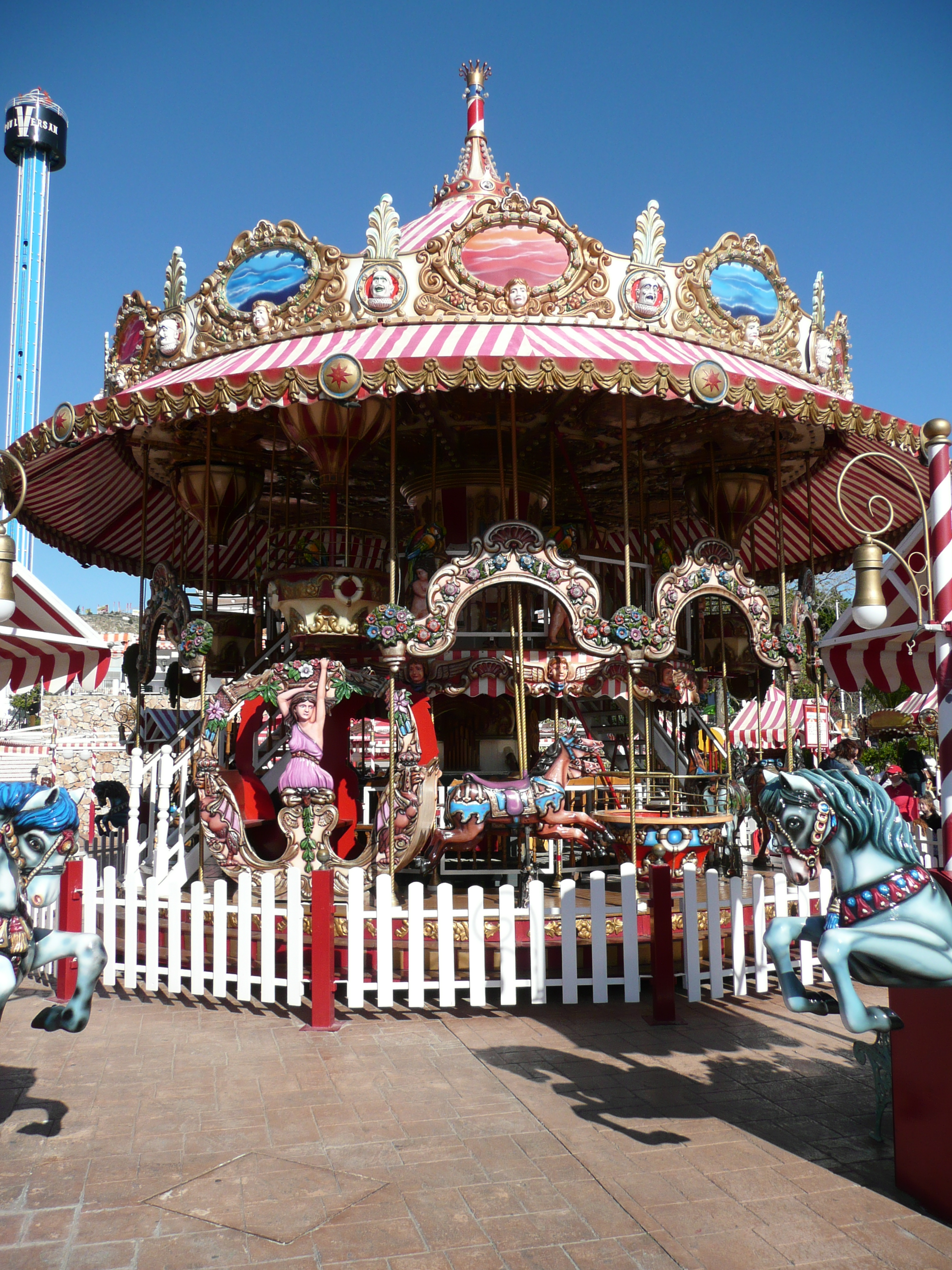
Carrousel à étage
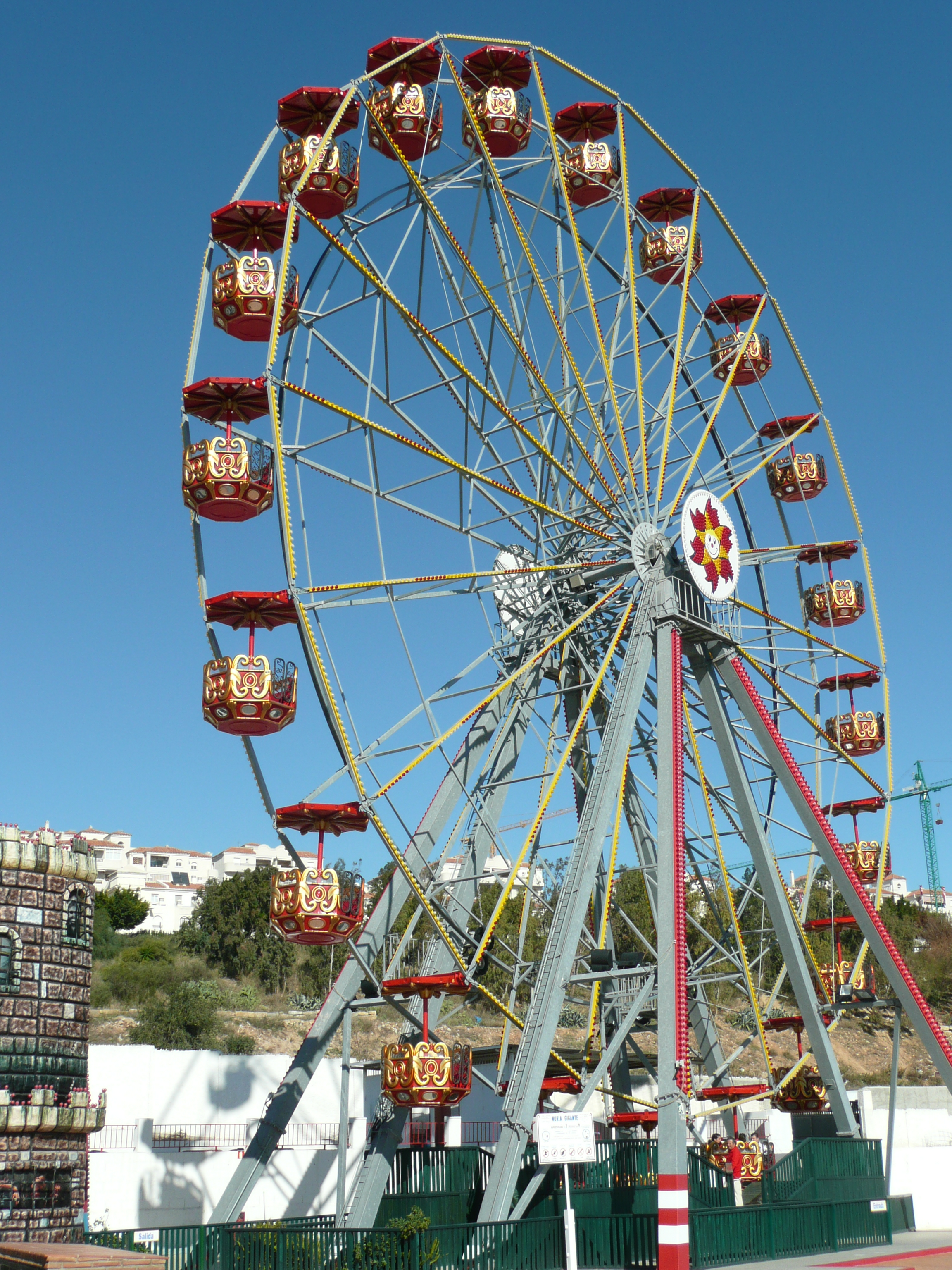
Grande roue
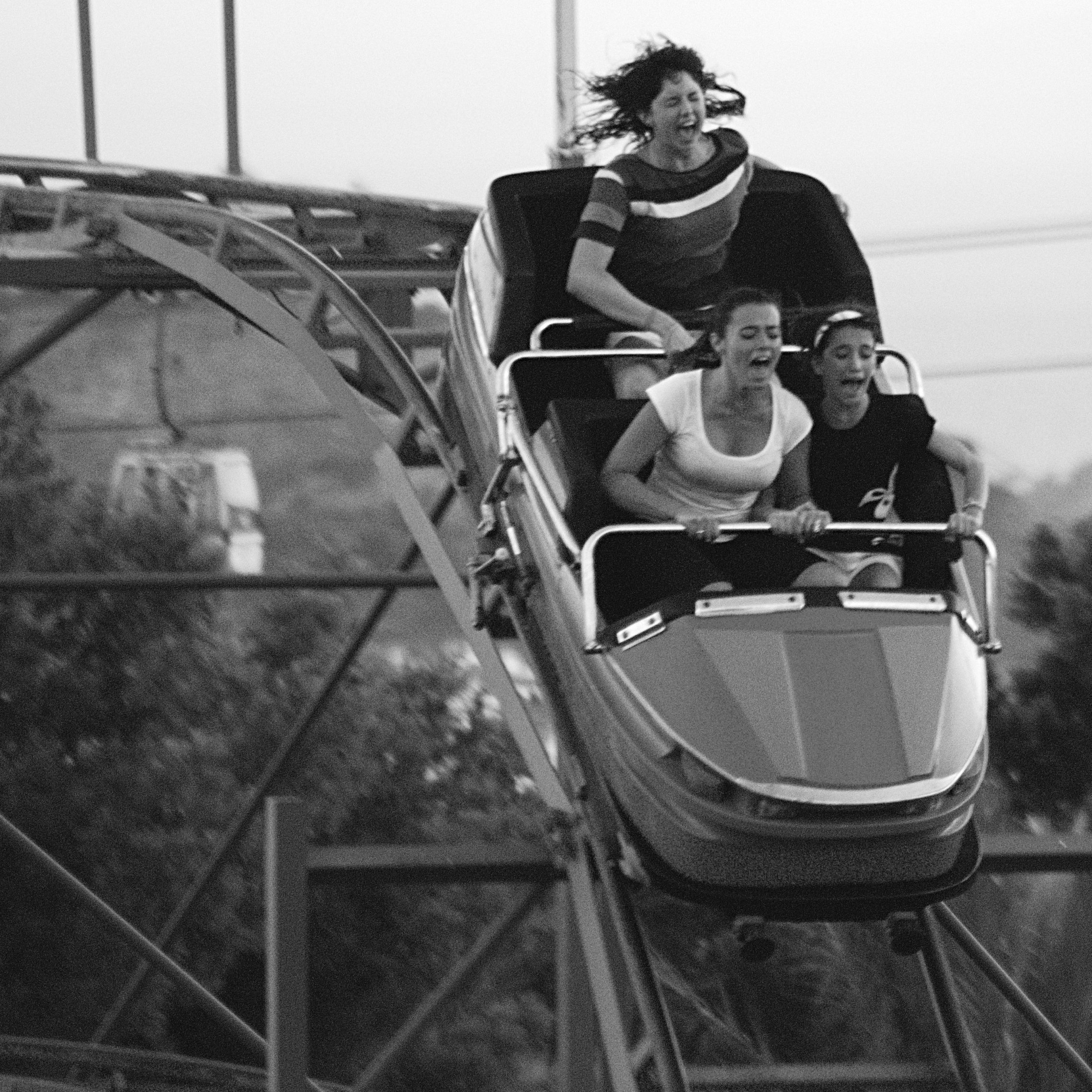
Montaña Rusa